# Hans-Gustaf Ljunggren
Hans-Gustaf Einar Ljunggren, född 5 april 1961, är en svensk läkare och medicinsk forskare.
Ljunggren studerade till läkare vid Karolinska Institutet (KI) där han också genomgick forskarutbildning och 1990 disputerade för doktorsexamen. Han var post doc vid Center for Cancer Research vid M.I.T. i Boston, USA, 1992-1994. Han blev docent vid KI 1994 och arbetade 1994-2000 som gruppledare vid Institutionen för Mikrobiologi, Tumör- och Cellbiologi (MTC), KI. Sedan 2001 är han professor i infektionsmedicin vid KI:s institution för medicin i Huddinge. 
Ljunggren har haft flera förtroendeuppdrag, däribland: Ordförande i Medicinska Föreningen, KI, 1985. Vetenskaplig sekreterare i Cancerfonden, 1998-2002. Ledamot i KI:s forskningsstyrelse, 2005-2011 och i KI:s konsistorium, 2011-2013. Han var vice prefekt vid Institutionen för Medicin, Huddinge, 2008-2013 samt dekanus för forskning vid KI, 2013-2016. Han har sedan år 2008 varit ledamot i Nobelförsamlingen vid Karolinska Institutet.
Ljunggren forskar kring immunreaktioner vid infektionssjukdomar och tumörsjukdomar. Ett särskilt fokus ligger på studier av NK celler i friska människor, samt vid virus infektioner och cancersjukdomar. En stor del av forskningen är inriktad på att bättre förstå svåra sjukdomstillstånd, samt att på basen av upptäcker utveckla nya behandlingsstrategier. Inom cancerområdet driver han nu kliniska Fas I/II prövningar med cellbaserade terapier. Inom infektionsområdet utvecklar han bl.a. nya vaccinationsstrategier för att förebygga virusorsakade infektioner. 